# Jason William Walton
Jason William Walton (Bozeman, 29 gennaio 1975) è un musicista statunitense.

## Biografia
La sua carriera comincia durante il liceo quando fonda assieme ad alcuni amici una delle sue prime band, i V.B.G. quartetto gridncore che ha pubblicato soltanto due demo durante i primi anni novanta. entra a far parte degli Agalloch solo nel 1997, ma non prima di aver pubblicato moltissime altre demo con band esordienti come i Designed 2 Fade. Nello stesso anno rilascia anche una demo tape con i Sussurrus Inanis, progetto ambient in collaborazione con Shane Breyer (ex-Agalloch). Tra la fine degli anni 90 e i primi del 2000 passa probabilmente il suo periodo più prolifico suonando con moltissimi altri progetti vari principali come bassista: tra di essi vi sono anche gli Sculptured, la sua one mand band dark ambient Nothing, i Circadian (ambient) e i controversi Especially Likely Sloth, altra sua one man band che propone una musica che mischia canzoni per bambini e avant-garde metal in stile Faith No More. Tra i progetti recenti hanno particolare importanza i Self Spiller, un supergruppo internazionale formato assieme a membri di Sigh, Formloff, Agalloch, Hollow Branches e molti altri.
Nonostante i tantissimi gruppi l'unica band con cui ha valcato parchi internazionali e fatto musica a livello professionale sono gli Agalloch, il resto delle sue collaborazioni è più che altro uno sfogo alla sua arte.